# カミさんなんかこわくない
『カミさんなんかこわくない』は、1998年4月12日から6月21日まで毎週日曜日21:00 - 21:54に、TBS系列の「東芝日曜劇場」枠で放送された日本のテレビドラマ。
『カミさんの悪口』と、主要キャスト（田村正和・橋爪功・角野卓造）やメインスタッフが共通している。

## キャスト
望月 五郎（もちづき ごろう）〈50〉
演 - 田村正和
本の装丁などを手がけるグラフィックデザイナーで、仕事場は自宅（杉並区久我山）。妻は、妊娠中の娘を手伝う為にロンドンへ行っており、不在。愛車はベンツのステーションワゴン。
神戸 保（かんべ たもつ）〈50〉
演 - 橋爪功
広告代理店（インターナショナル・エージェンシー）の活字媒体部長。五郎の高校の同級生。浮気がバレて妻に家を追い出されてしまい、望月五郎の家に居候している。
森川 健治（もりかわ けんじ）〈50〉
演 - 角野卓造
TTSテレビの売れない局アナ。五郎の高校の同級生。妻が突然蒸発してしまい、五郎の家に居候している。家事が得意。
河野さん〈40?〉
演 - 岡本麗
おしゃべり好きで野次馬な隣人。よく犬（ブルテリア）を散歩している。

### ゲスト
第1話
- 真理（タレント） - 小泉今日子

第2話
- 高科薫（女性編集者） - 黒木瞳

第3話
- 小田切ハナ（女性歯科医） - 和久井映見

第4話
- 駒子（売れっ子芸者） - 宮沢りえ

第5話
- 津村典子（版画家） - 高橋恵子

第6話
- 工藤チカ子（クラブのママ） - 浅野温子

第7話
- 片山由美（グラフィックデザイナーの卵） - 瀬戸朝香

第8話
- 田代聖子（刑事） - 鈴木京香

第9話
- 野中玲子（五郎が機内で見かけた女） - 石田ゆり子

第10話
- 前田桃子（中年トリオの高校時代の恩師） - 中村玉緒

最終話
- 小松原須美（菜穂（五郎の娘）の同級生） - 松雪泰子

## スタッフ
- 脚本 - 山元清多
- 制作 - 八木康夫
- プロデュース - 磯山晶
- 演出 - 清弘誠、吉田秋生
- 演出補 - 金子文紀
- 主題歌 - フランク・シナトラ「COME FLY WITH ME」
- 製作 - TBS

## 放送日程
| 話数                                                       | 放送日  | サブタイトル         | 演出     | 視聴率 |
| ---------------------------------------------------------- | ------- | -------------------- | -------- | ------ |
| 第1話                                                      | 4月12日 | 25年目の浮気         | 清弘誠   | 18.8%  |
| 第2話                                                      | 4月19日 | 大嫌いな女           | 清弘誠   | 14.6%  |
| 第3話                                                      | 4月26日 | 彼女の下心           | 清弘誠   | 17.3%  |
| 第4話                                                      | 5月03日 | 芸者の純情           | 吉田秋生 | 13.9%  |
| 第5話                                                      | 5月10日 | ゆうべの秘密         | 清弘誠   | 11.5%  |
| 第6話                                                      | 5月17日 | 子どもが欲しいの     | 吉田秋生 | 13.4%  |
| 第7話                                                      | 5月24日 | 本物は誰だ           | 清弘誠   | 13.0%  |
| 第8話                                                      | 5月31日 | 君の心を逮捕する     | 吉田秋生 | 12.1%  |
| 第9話                                                      | 6月07日 | ハワイ漫遊記         | 吉田秋生 | 13.2%  |
| 第10話                                                     | 6月14日 | 先生、好きです       | 吉田秋生 | 06.7%  |
| 最終話                                                     | 6月21日 | カミさんが帰ってくる | 清弘誠   | 11.9%  |
| 平均視聴率 13.3%（視聴率は関東地区・ビデオリサーチ社調べ） |         |                      |          |        |

## 受賞歴
- 第17回ザテレビジョンドラマアカデミー賞
  - タイトルバック賞（松原弘志）